# 新城B區
新城B區（葡萄牙語：Zona B dos Novos Aterros Urbanos）是澳門新城區之一，位於澳門半島新口岸新填海區南側，作為澳門特別行政區城市總體規劃 (2020-2040)中“外港區-2”的一部分，總面積約47公頃，範圍屬於大堂區，規劃用作政法區及觀光旅遊區。

## 歷史
2011年10月20日，政府展開新城區總體規劃第二階段公眾諮詢，當中提到位處澳門半島以南及毗鄰南灣湖南側的新填海區域正式命名為“新城B區”，區位功能為"濱海綠廊"、"公共建築"及"旅遊文化設施"。在規劃草案中提出維護西望洋山區與濠鏡之間的山海景觀，串聯澳門半島南岸由澳門科學館至媽閣沿岸的綠色濱海綠廊，打造澳門全新的城市天際線，協調嘉樂庇總督大橋兩側東西片區的城巿門戶景觀。研究團隊提出兩個草案，均設有文化、教青、政府機關等公共設施：
- 草案一：不規劃商住用地，均為公共建築、旅遊文化設施和濱海綠地，致力建構集旅遊文化與休閒設施於一體的國際級濱海綠廊。以維持西望洋山觀海視域為前提，採適中開發強度，位處嘉樂庇大橋兩則均置公共施設，重塑城市門戶景觀。
- 草案二：規劃人口容量約為6,000人，提供約2,000個住宅單位，除配置若干的商住用地外，還規劃旅遊文化設施、公共設施、濱海綠廊等用地，形成開放式濱水綜合社區。該草案的開發強度稍高，以平衡發展與保育。

2012年6月，新城填海區規劃工作小組建議在新城B區的東片區，即嘉樂庇總督大橋以東興建“政法區”，澳門特別行政區司法機關、澳門廉政公署、審計署及警察總局將優先遷入“政法區”內，以解決多個政法機關分散、空間嚴重不足及安全考量等問題。同年7月，政府公佈按照新城各區規劃人口容量，及聽取社會、相關部門意見後．研究團隊就新城區總體規劃的公共設施佈局提出建議，其中新城B區公共設施將包括：中小學、城巿級文化設施、社區性巿政設施、煙花燃放區、變電站、泵房。
2014年下半年，為改善鄰近觀音像排水口的環境污染及臭味問題，土地工務運輸局於B區的位置臨時開挖一條明渠，將排水口直接經新建的臨時明渠延伸出海，將廢水排放至擴散能力較好的水域。有關工程經開標後共有4份標書參與競投，所提出的造價介乎986萬多至1,589萬多澳門元不等，4份標書全部被接納。新建的臨時明渠呈梯形，底部寬度為4.5米，頂部寬度約為30米，長度約為300米，兩側斜坡面會鋪設土工布及以砌石作為護坡，工程還包括將原有的城市日大馬路的雨水箱涵結構向外伸延35米，施工期間會保持現有的雨水排放系統的正常運作，挖掘出的砂土會平整堆放於B區內。
2015年6月30日，新城區總體規劃方案啟動為期40日的第三階段公眾諮詢，其中B區將興建政法集中公共建築群，並會建設澳門南岸濱海綠廊，營造門戶性濱海綜合區。相關咨詢延長至同年8月28日結束，合共收到約1700份書面意見，經初步整理及分析後，主要關注新城B區景觀等相關問題。
2020年8月下旬，據澳門電台葡文頻道報道，政府決定將撤回早年提出的新城B區「政法區」規模方案。由於發展受到其地形、航空役權高度、保護西望洋山和南灣湖景觀、城市天際線不協調等條件限制。按原規劃草案，政府打算在新城B區東側建設各政法機關的大樓，包括法院（初級法院、中級法院及終審法院）、檢察院、澳門廉政公署、審計署，以及警察總局。

## 已建成項目

### 澳門半島南岸海濱綠廊
第一期工程由澳門科學館至觀音蓮花苑，工程於2020年3月動工，於2022年11月完工試運。
第二期工程由嘉樂庇總督大橋以西至融和門，於2024年起規劃及於同年年未動工，預計2026或2027年完工。為配合有關建設，於2011年8月啟用的旅遊塔臨時體育場將會關閉，該場地內有兩個水泥地籃球場、一個五人水泥地足球場、一個七人沙地足球場及約廿台健身運動器材；至於巴士停泊區方面，將有一部分地方要退縮以便二期去使用，交通事務局將會重新規劃相關停泊區。

## 臨時場地

### 重型車輛及公共巴士臨時停泊區
2011年，配合第三間專營巴士公司維澳蓮運於該年8月1日起投入營運，政府於鄰近澳門旅遊塔旁邊的一塊新填海地段用作臨時巴士停泊區，於2011年6月下旬展開平整工程，整個停泊區設有兩個出入口，周邊加設圍網及照明系統，區內設置洗車地點，爭取8月1日前投入使用，共提供約200個巴士泊位。
2011年7月24日，臨時停泊區平整工程竣工，交通事務局已有序安排三間巴士公司的巴士入內停泊，停泊區內共可容納大小型巴士總數超過300輛。工程包括地面平整及在其出入口路段進行路面重鋪工作，完善臨時停泊區內、外的行車環境。聯同路氹城聯生海濱路附近的臨時巴士停泊區，兩個臨時停泊區合共可容約400輛巴士。
由於靠近旅遊塔一側停泊區在農曆新年期間被用作炮竹煙花燃放區，旅遊塔街的旅遊巴及公共巴士停泊區屆時將臨時封閉，所有車輛均不能進入，所有重型車輛及公共巴士改於澳門美高梅對面之臨時旅遊巴及公共巴士停泊區（靠近嘉樂庇總督大橋一側）停泊。
2016年7月31日，土地工務運輸局宣佈平整由嘉樂庇總督大橋至觀音蓮花苑之間的地段闢作臨時泊車區，當時按計劃進行各項公共基礎設施規劃的前期準備工作，在啟動工程建設前，為善用土地資源，以避免部份地段被非法佔用或車輛違泊等情況。工務局先開展土地平整及鋪設路面等前期工程，包括：鋪砌碎石層和瀝青路面、建造分區圍網及閘門、設置照明系統等，工程完成後將交管理部門使用，工程預計於2017年首季動工。 「新城填海B區平整及鋪面工程」先於2016年7月27日展開公開招標程序，截標日期由同年8月17日12時更改為同年9月6日12時，相關開標日期延至同年9月7日舉行。在公開開標中，工務局共收到14標標書均被接納，工程造價多數介乎約4,000萬至5,100萬澳門元，最長施工期約為210個工作天。

### 澳門半島農曆新年爆竹煙花燃放區
在每年農曆新年期間，市政署於澳門半島和氹仔島設爆竹煙花燃放區，澳門半島燃放區位於興建中的澳門半島南岸海濱綠廊二期起點（嘉樂庇總督大橋西側），開放日期為農曆春節除夕至年初五，除夕夜開放時間為中午12時至年初一凌晨1時，年初一至年初五開放時間為上午10時至凌晨0時。燃放區劃分小童區、煙花火箭及大型爆竹燃放區等。
在活動結束後，剩餘的爆竹、煙花及火箭，之後在年初六上午於澳門半島燃放區內進行統一銷毀。
在澳門半島南岸海濱綠廊第二期完工後，位於整個區域的主入口位置的多功能廣場於農曆新年的特定日子亦可劃為爆竹煙花燃放區用途。

### 臨時演唱會場地
2023年7月8日至9日，《2023 TMEA 騰訊音樂娛樂盛典》首次設分會場，於位處嘉樂庇總督大橋以西及靠近澳門旅遊塔一塊空地去舉辦戶外音樂節活動。除了部分中國大陸歌手或樂隊包括曹楊、李長庚，更邀請到來自香港的組合農夫、樂隊Supper Moment；台灣樂隊告五人，歌手方面有白安、蕭秉治、派偉俊等；日本歌手有milet、花澤香菜；韓國方面有女子組合LE SSERAFIM，男子組合有Treasure、Seventeen等均參與該戶外音樂節演出。
2024年1月20日至21日，韓國男子組合Seventeen在澳門氹仔島奧林匹克體育中心-運動場舉行巡迴演唱會，在演出前後及期間均引發不同程度的社會爭議，更有社會人士要求將後期停用的氹仔馬場以及預留該場地舉行演唱會活動。
2024年2月28日，社會文化司司長歐陽瑜回應傳媒時表示，澳門需要設立一個戶外和大型的表演場地，用作臨時舉辦可容納二至五萬人的演唱會，強調毋須建大型的正式場館；雖然該空地曾舉辦大型演唱會，但當時對推動社區效益不算太大。
2024年4月23日，社會文化司司長歐陽瑜回應傳媒時表示，澳門特別行政區政府與銀河娛樂集團曾合作在旅游塔新城填海地即該地段，於2023年7月上旬舉行了近兩萬人的演唱會，此後該地段亦被政府列為臨時用地，未來有機會再舉行可容納兩萬至三萬人的表演場地。

## 交通配套

### 輕軌
2014年5月，政府開展澳門輕軌澳門半島線城巿日高架走線地質勘探，以收集沿線地質資料，以利下一階段工作的開展。
2014年7月，政府安排觀音蓮花苑及宋玉生公園的兩位葡萄牙籍設計師李潔蓮和卡法蘭來澳，聽取其就途經新口岸觀音像的輕軌高架橋設計之意見，並共同商討輕軌如何作更好的景觀融合，以及優化海濱的整體佈局。兩位設計師提出概念方案，建議將宋玉生公園延伸至未來的新城B區以優化海濱的環境佈局，並與輕軌達致更佳的融合。
但自2016年下旬起，澳門半島線相關規劃暫停。政府隨後於2015年起宣佈優先規劃及興建媽閣站延線，及後另一條連接橫跨澳門半島黑沙環海濱公園、新城A區至氹仔島新城E區的輕軌東線於2023年10月20日正式動工興建；目前，媽閣線於2023年12月8日正式通車；東線就預計2028年完工，2029年通車。

### 大型道路或交通項目
- A、B區行車天橋（興建中）
- 新城A區至B區跨海纜車（暫時擱置）

## 相關爭議

### 政法區建築破壞主教山景觀
2015年7月中旬，新城區總體規劃方案展開第三階段諮詢程序，時任行政長官崔世安表示，政府會綜合考慮公眾及專家意見，在發展新城區的同時會保護世界文化遺產，提高市民生活素質為首要考慮，務求在制定新城區總體規劃時，能重點從保護世遺景觀的角度出發，確保世遺景觀不受影響。就未來新城區A、B區的用地，他指整體規劃需配合整個地區的發展，當中包括住屋及公共設施等方面，特區政府的工作目標是要實質提高澳門居民的生活素質。
2015年7月18日，新城規劃第二場公眾諮詢會舉行，有市民關注B區發展及景觀協調。政府回應時指出，B區發展與歷史建築景觀協調方面，政府強調依法維護世遺是社會共同目標，過程中工務及文化等部門將共同研究具體方案，以及會就新城總體規劃方案再諮詢世遺專家意見。
2015年7月23日，新城區總體規劃第三階段公眾諮詢即將結束之際，繼續有參觀者對B區景觀方面表達關注。在建議B區重視建築與景觀協調上，強調必須重視世遺及西望洋山景觀，並就景觀元素及視廊、建築物設計及外觀與城市天際線的協調、塑造城市立面，以及避免屏風效應和熱島效應等提出不同意見。
2016年10月20日，時任行政長官崔世安表示，有關新城B區的建設，在局部發展上按照土地法、城規法及文遺法處理。新城B區亦嚴格按照現行法律進行規劃，當中的建設將交城規會討論，屆時政府會作出詳細解釋。